# Tolgs kyrka
Tolgs kyrka är en kyrkobyggnad i Växjö stift. Den är församlingskyrka i Söraby församling.

## Kyrkobyggnaden
År 1879 påbörjades arbetet med uppförandet av den nya kyrkan i Tolg. Den skulle ersätta den medeltida kyrkan, belägen i Tolgs by omkring 2 kilometer från den nya, högt belägna kyrkplatsen. År 1881 var kyrkan färdig att tas i bruk. Då hade den gamla kyrkan rivits. Den nya kyrkan är uppförd av sten  i historiserande blandstil. Den är orienterad i norr och söder. Det rektangulära långhuset  avslutas med en rak korvägg i norr och en bakomliggande tresidig sakristia. Tornet i söder med sina romanskt inspirerade ljudöppningar är försett med en brant huv, som övergår i en mindre lanternin med tornur, som avslutas med en smal, spetsig spira, krönt av en korsglob. Kyrkorummet är försett med ett tredingstak med synliga bjälkar och konsoler.

## Inventarier
- Dopfunt av sandsten från 1100-talets andra hälft. Försedd med fabeldjurreliefer. Ett verk av Njudungsgruppen.
- Altarskåp daterat till 1500-talet.
- Madonna från 1300-talet.
- Triumfkrucifix av snidat och målat trä, 1400-talet.
- Altartavla utförd av kyrkomålaren Ludvig Frid 1880. Det är en kopia av Carl Blochs berömda altartavla i Hörups kyrka med motiv: ”Kristus tröstaren". Tavlans inramas av en altaruppställning bestående av pilastrar med rundformat överstycke.
- Predikstol med ljudtak. Den sexsidiga korgen är prydd med målningar i speglarna.
- Sluten bänkinredning.
- Orgelläktare med framskjutet mittparti.

## Bilder

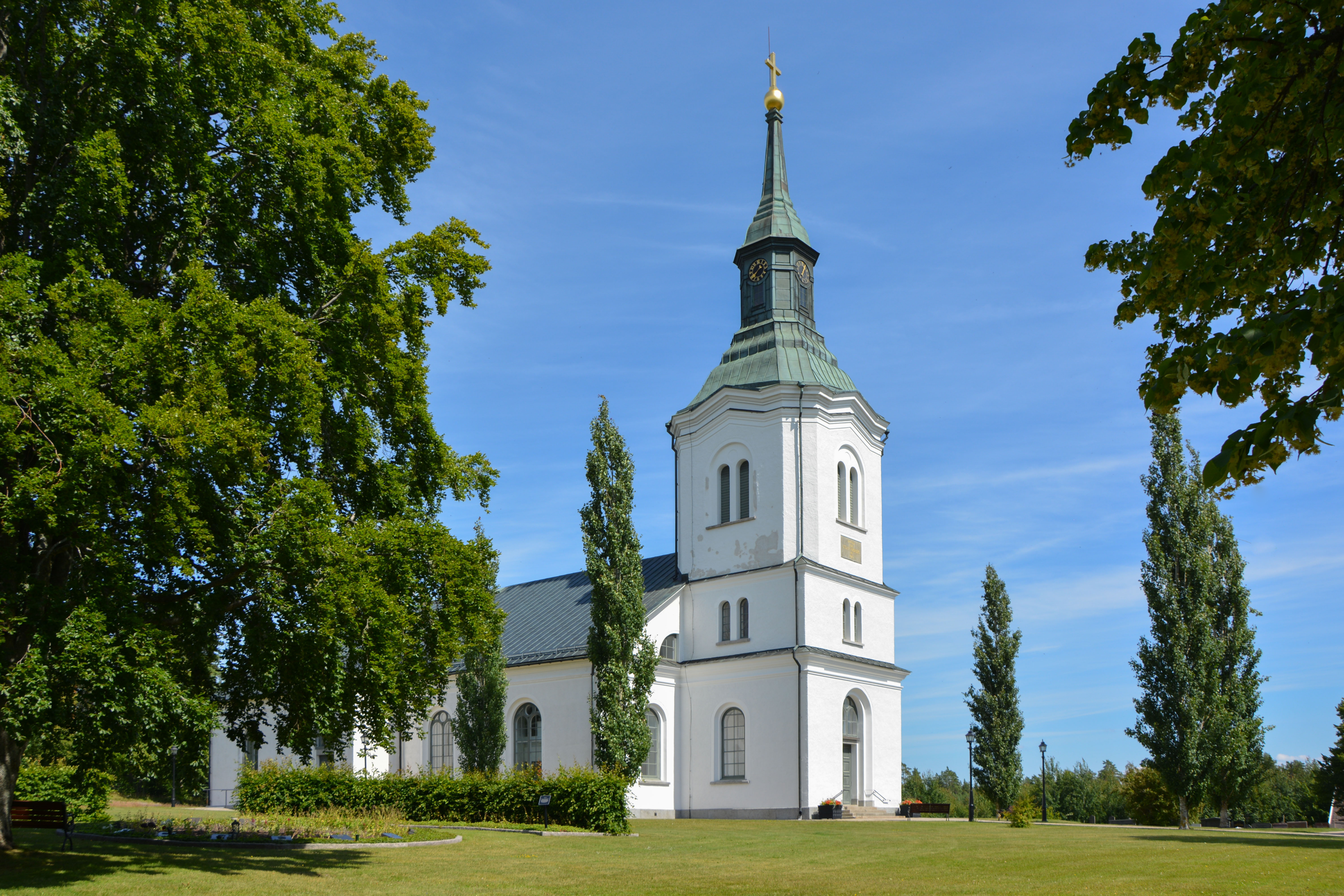
Kyrkan från sydväst.
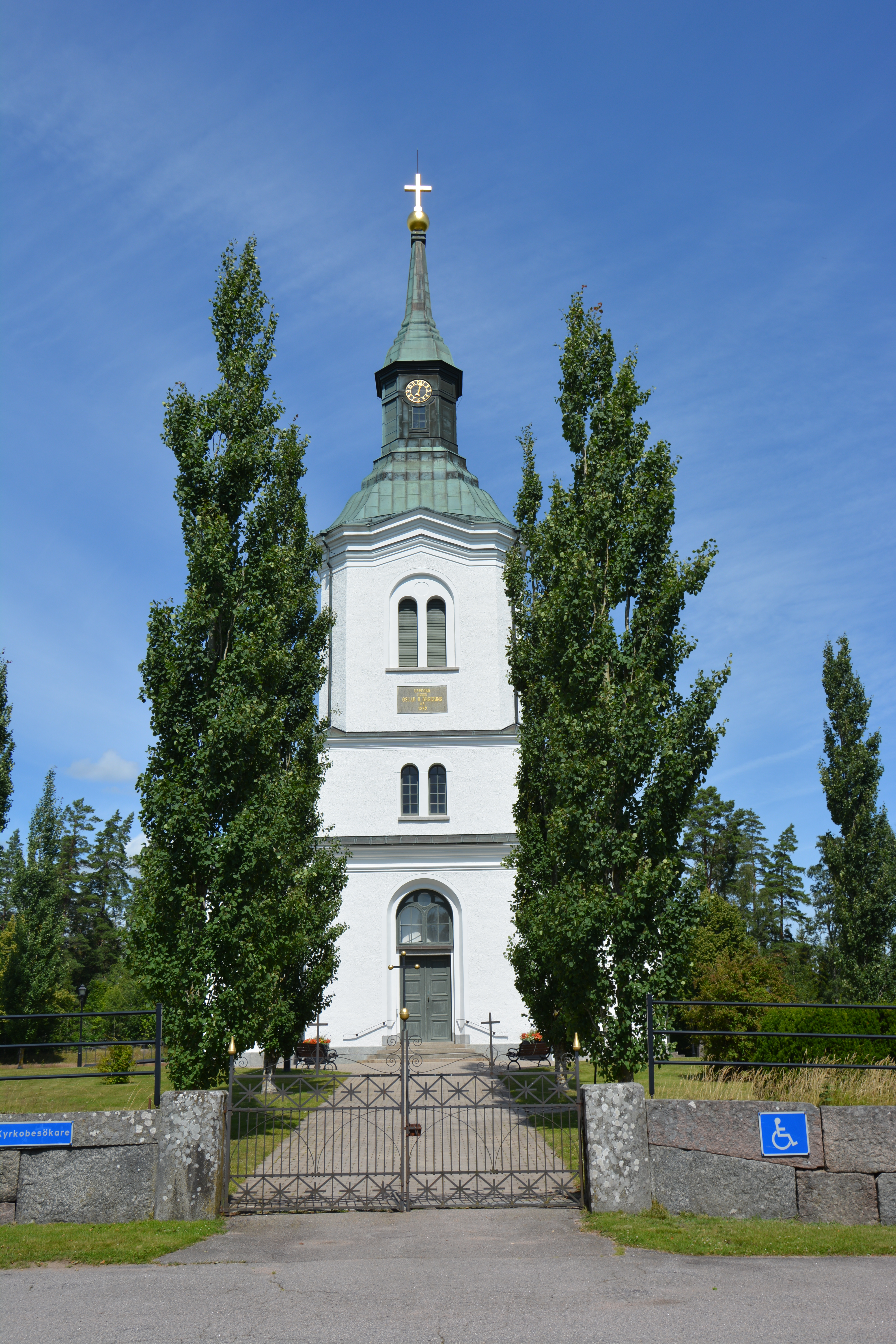
Exteriör från söder.
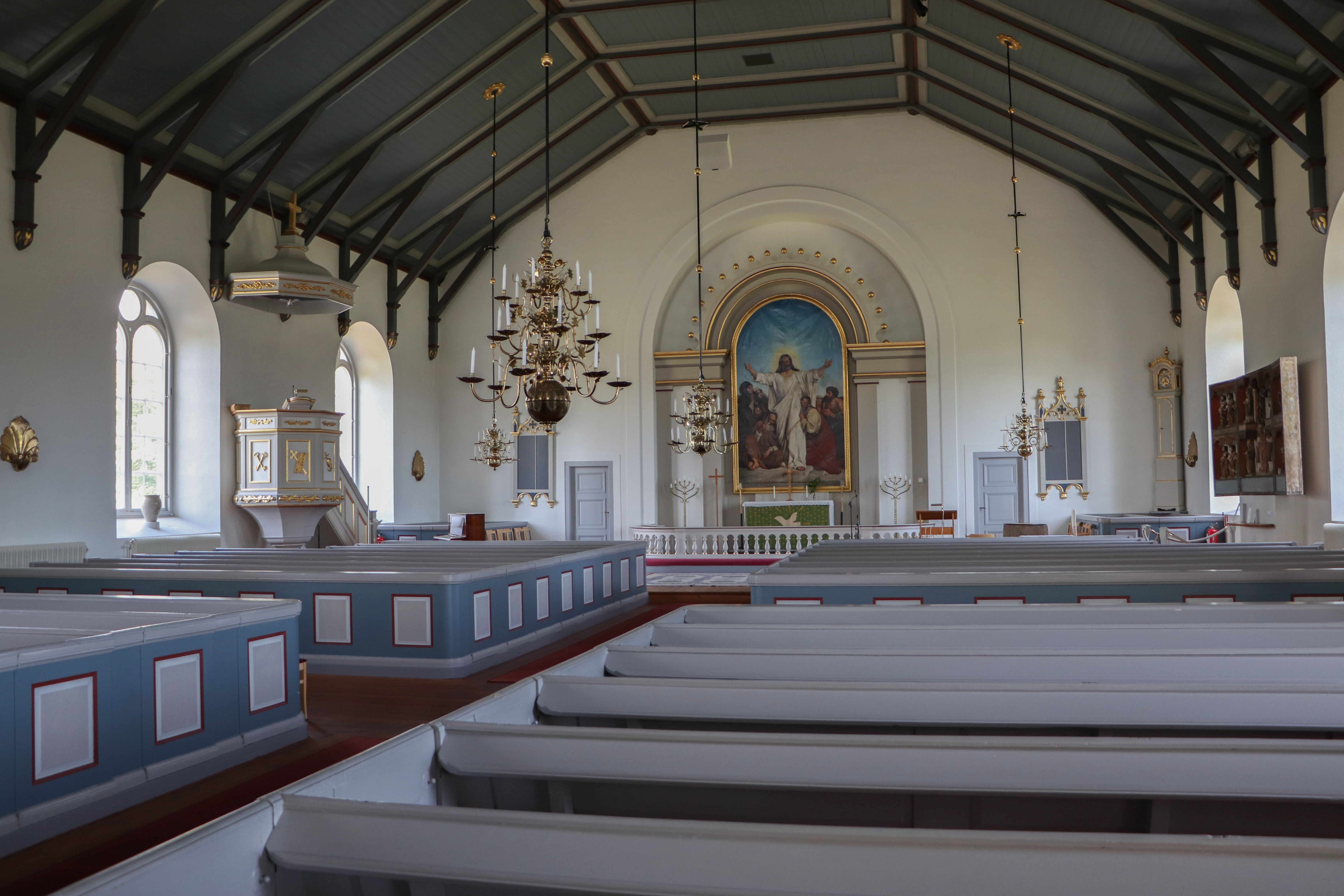
Interiör mot norr.
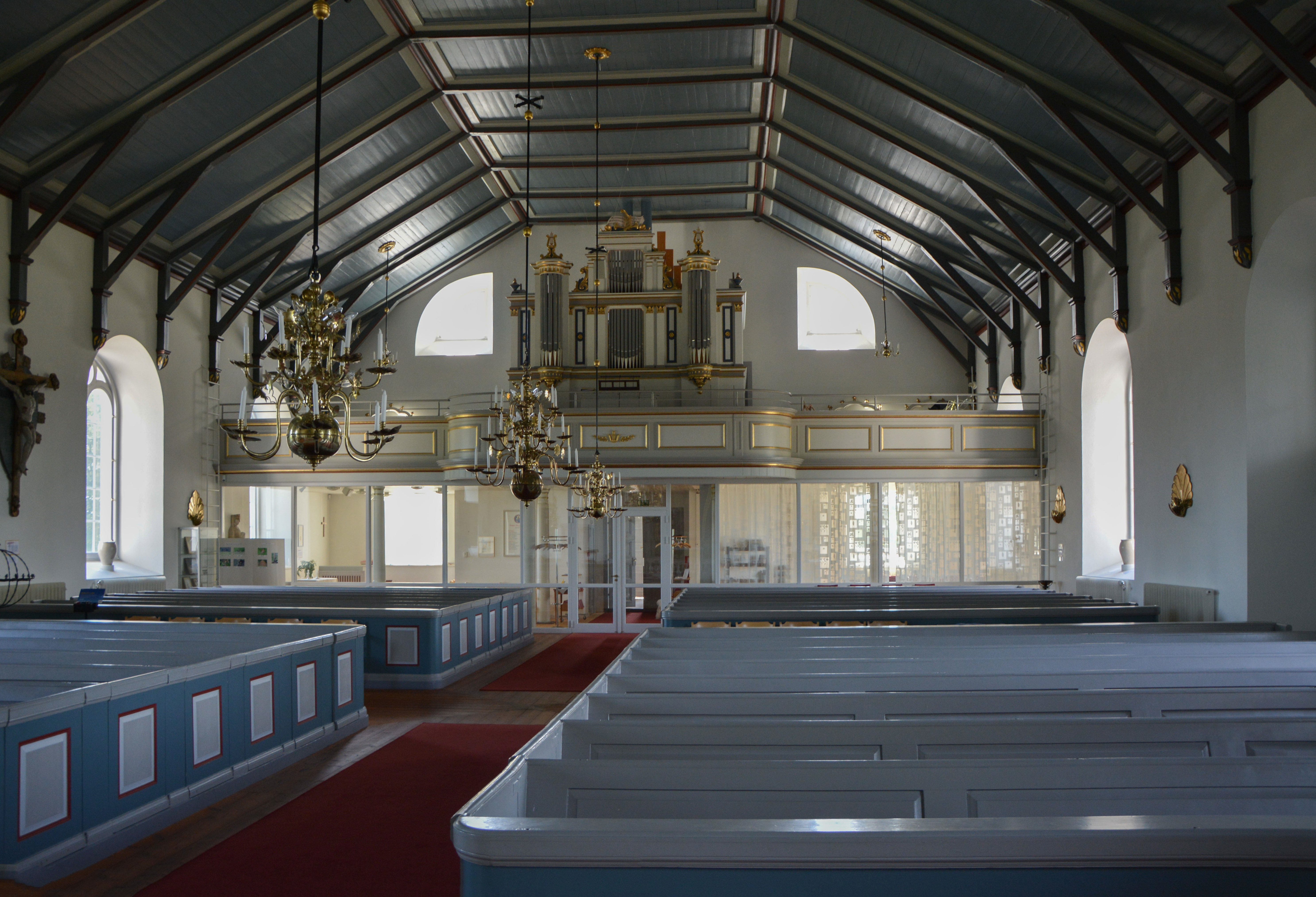
Interiör mot söder.
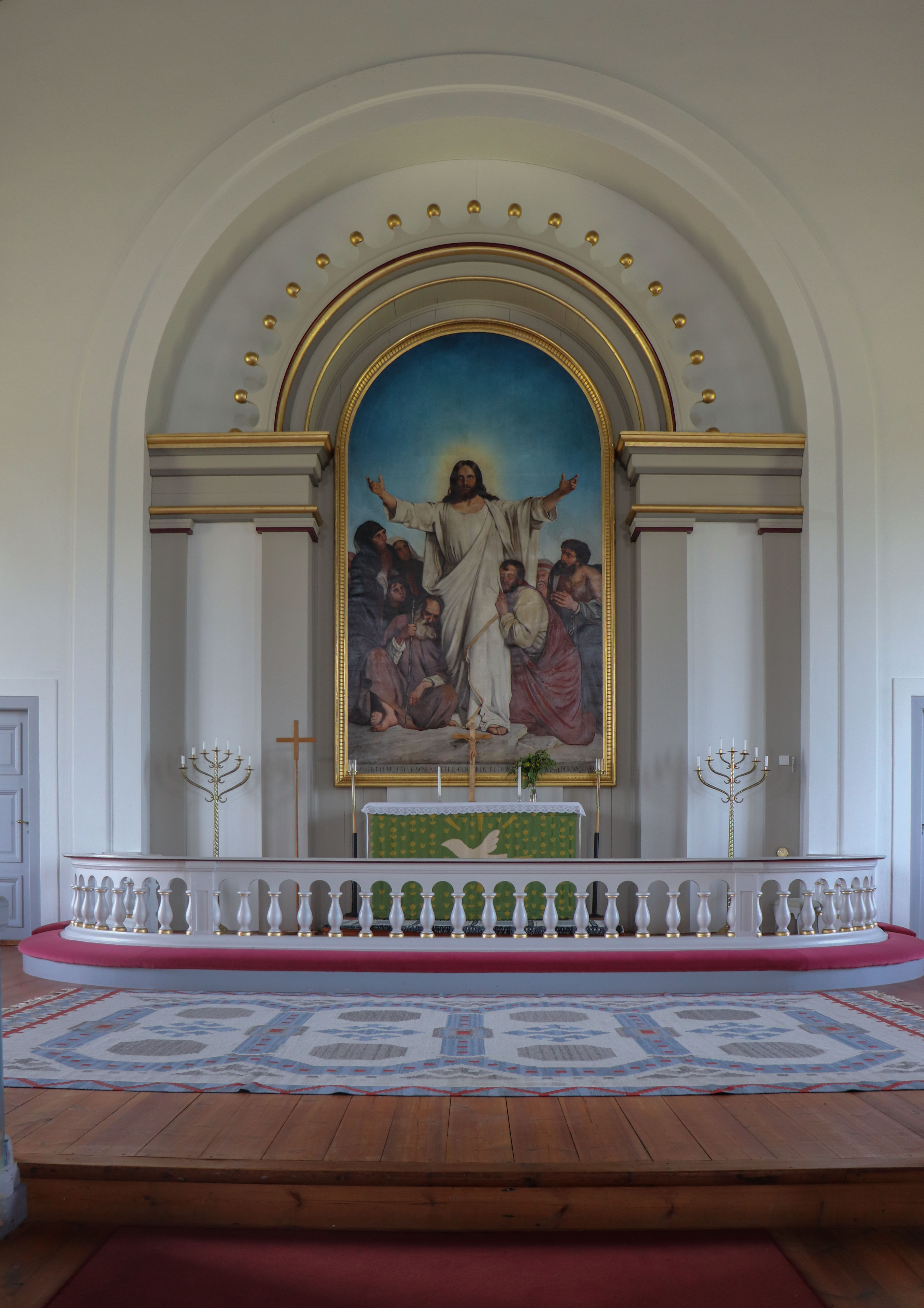
Koret.
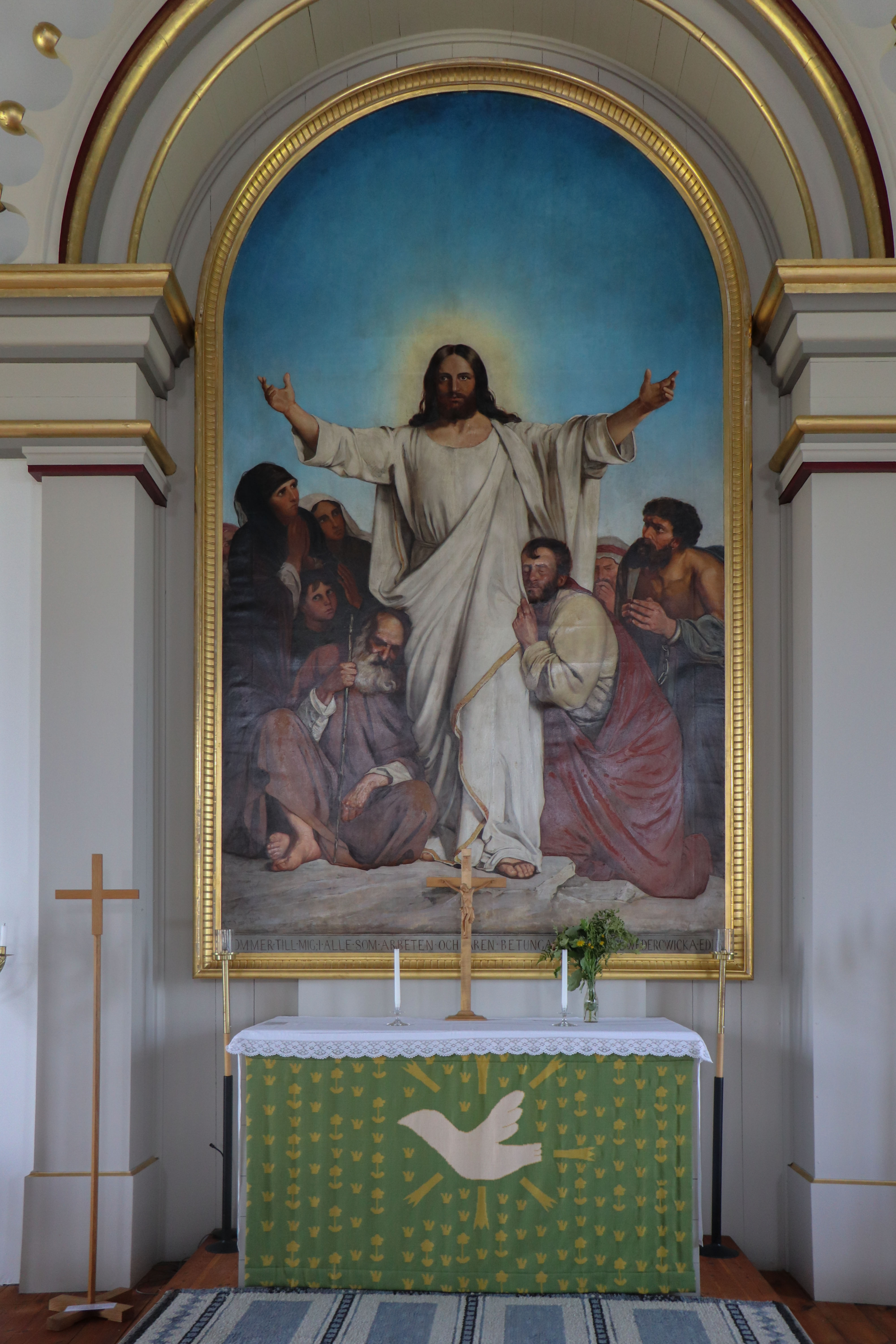
L.Frids altartavla.
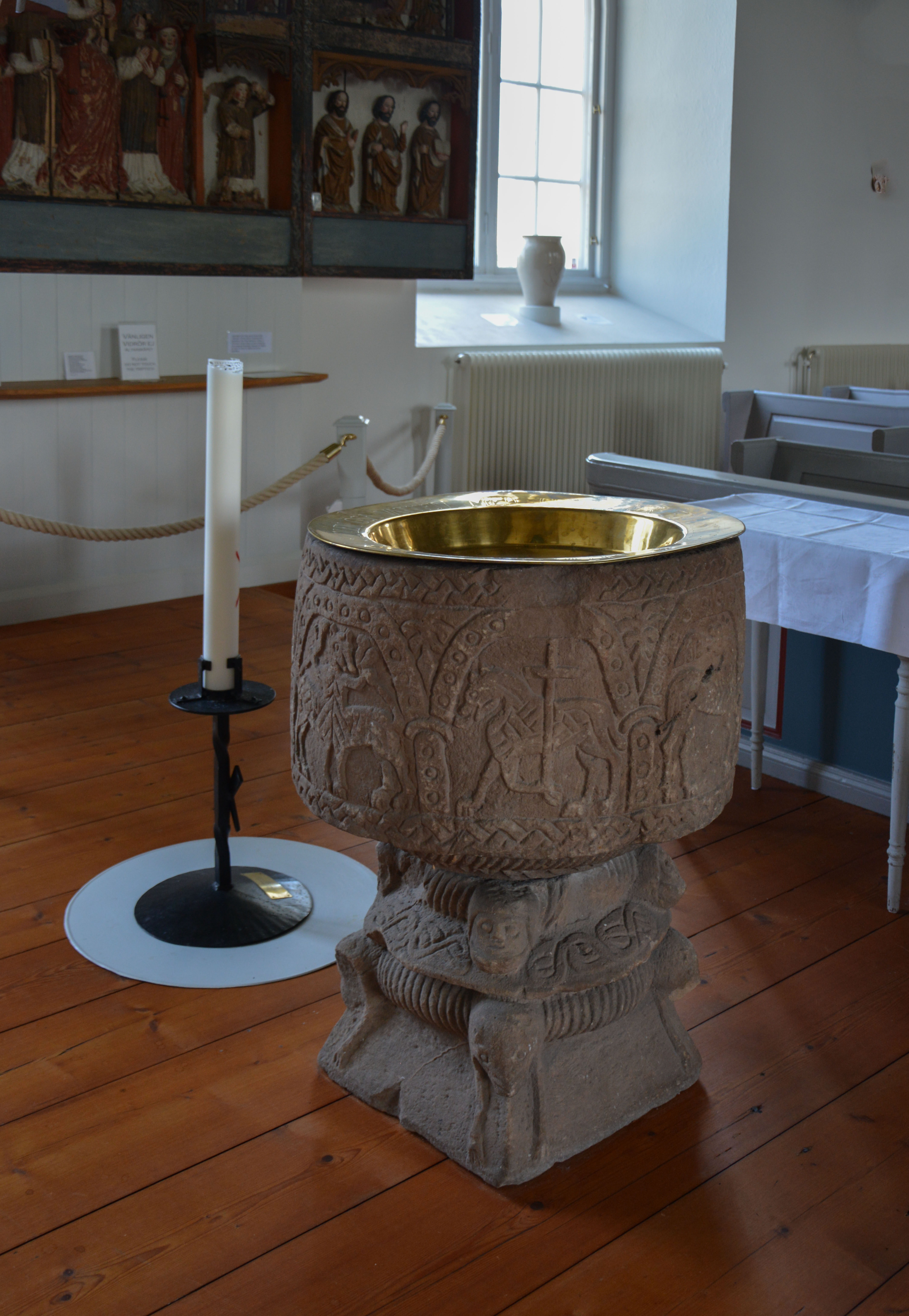
Dopfunt 1100-talet.
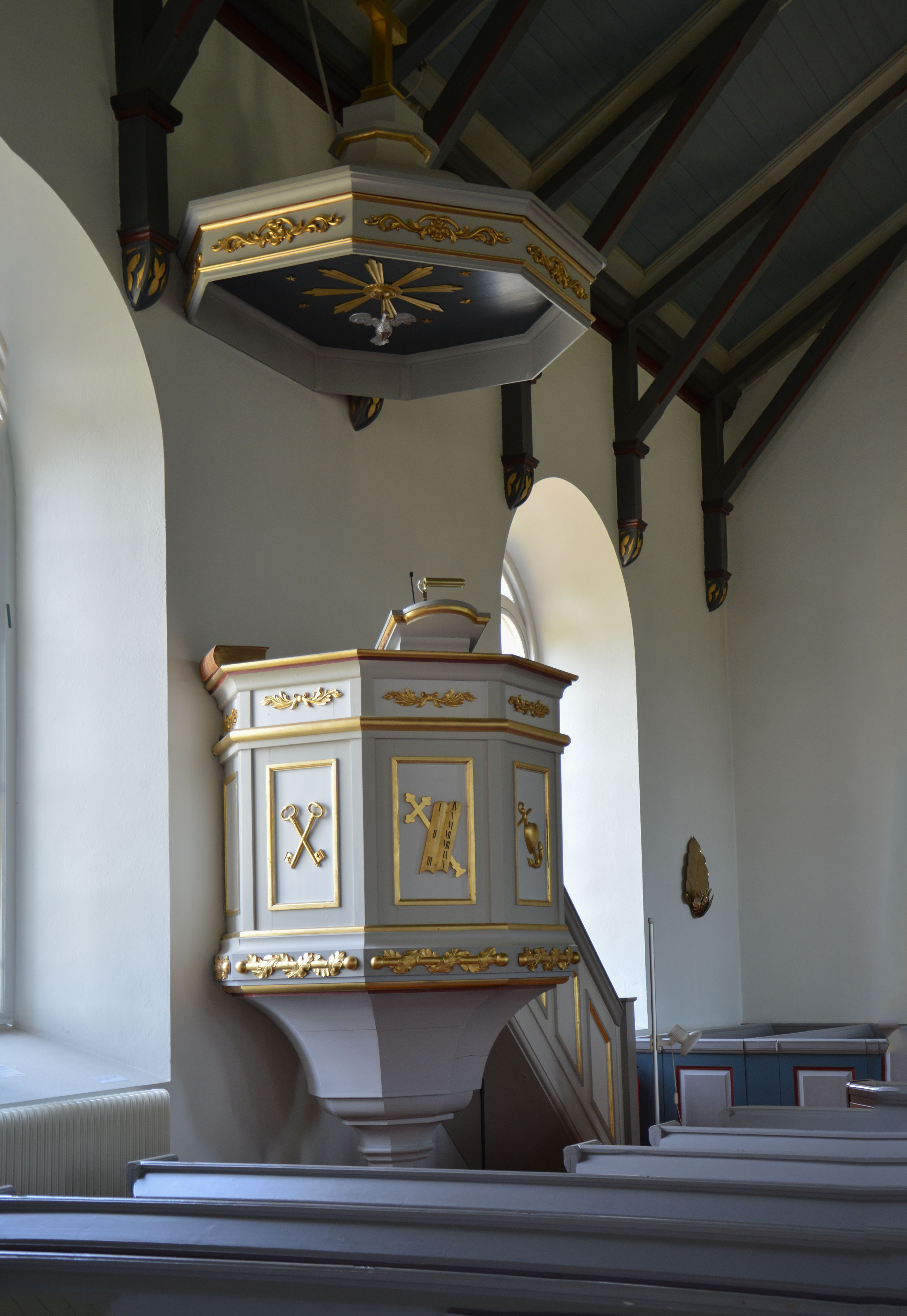
Predikstol.
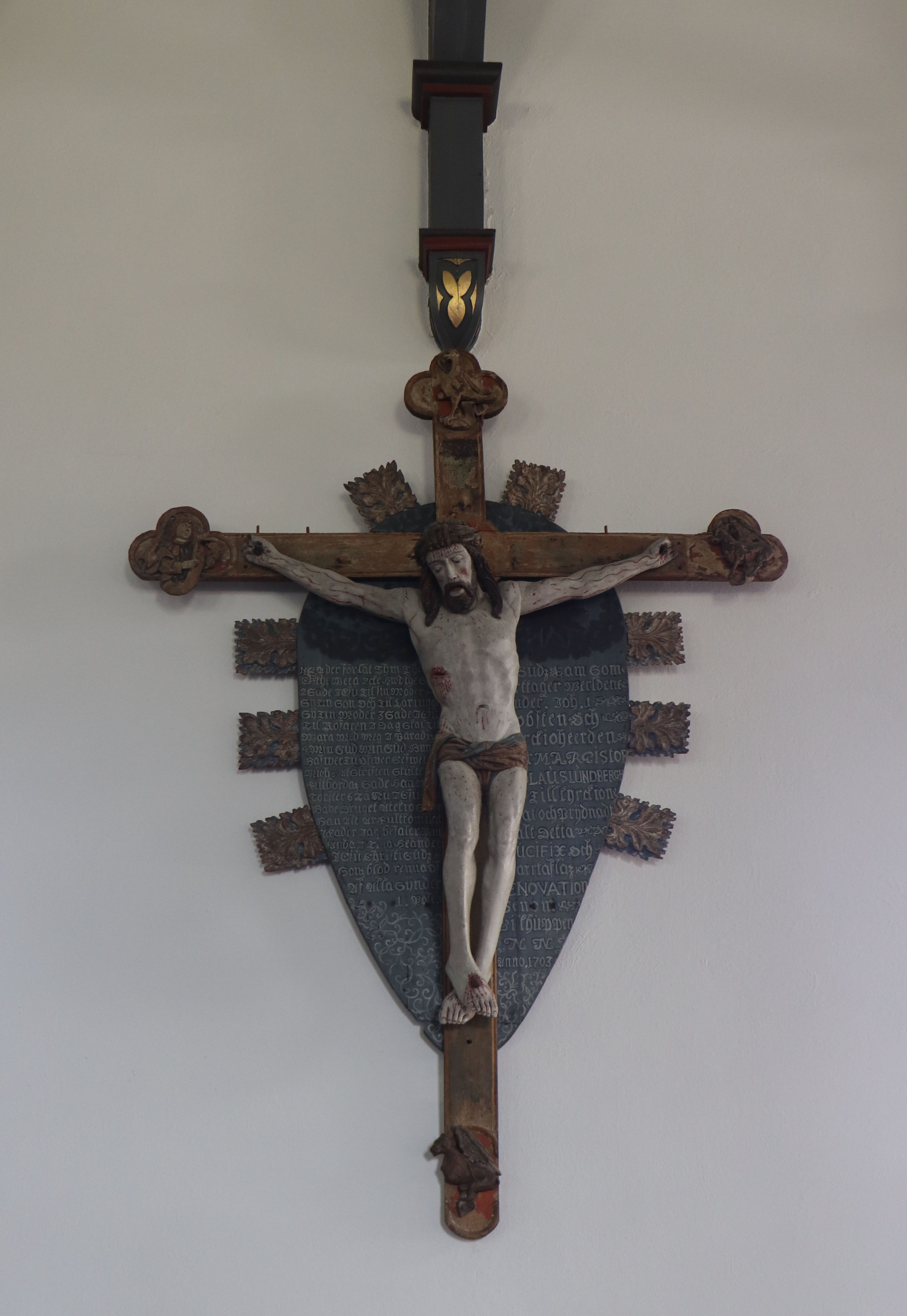
Triumfkrucifix 1400-talet.
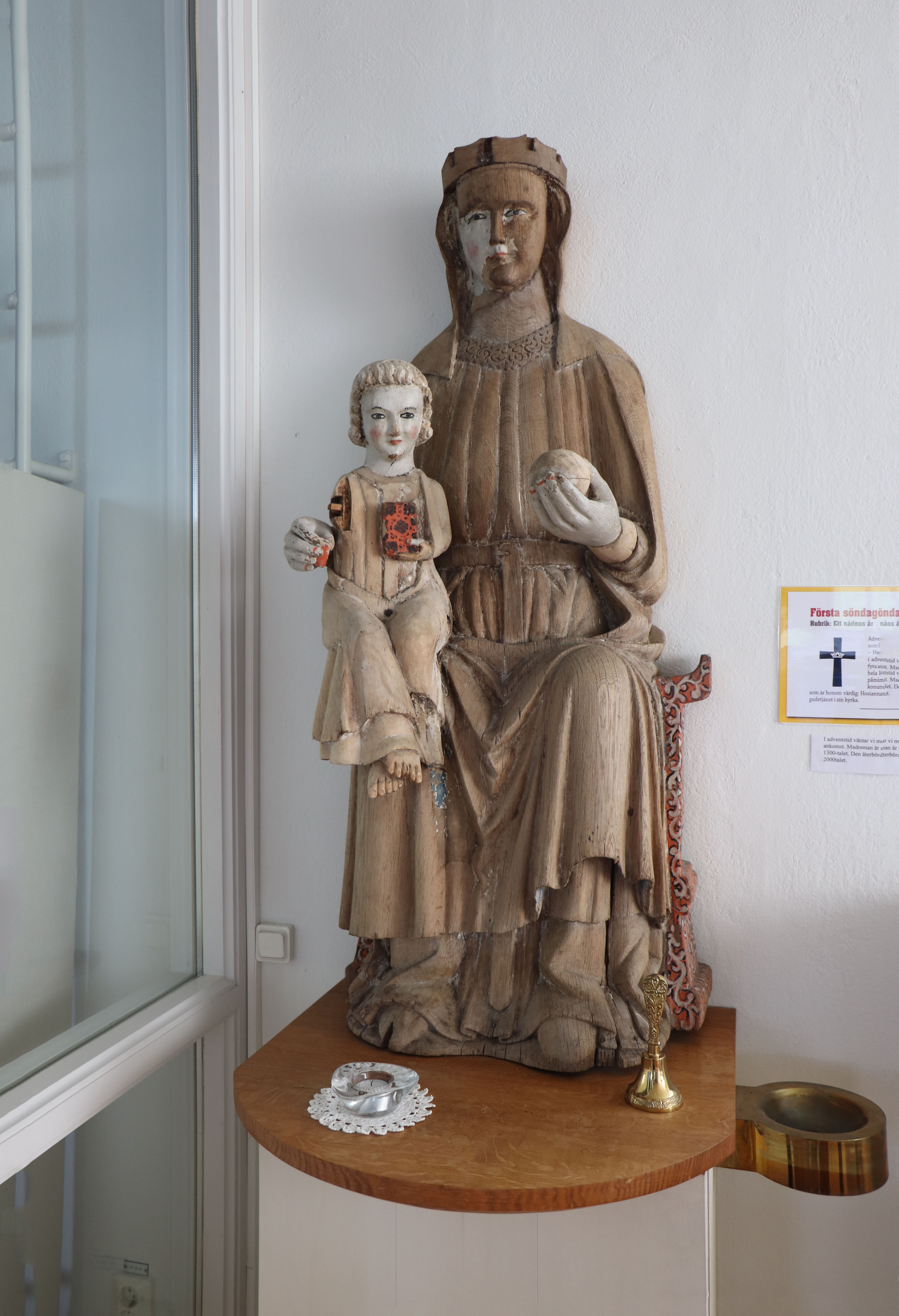
Madonna 1300-talet.
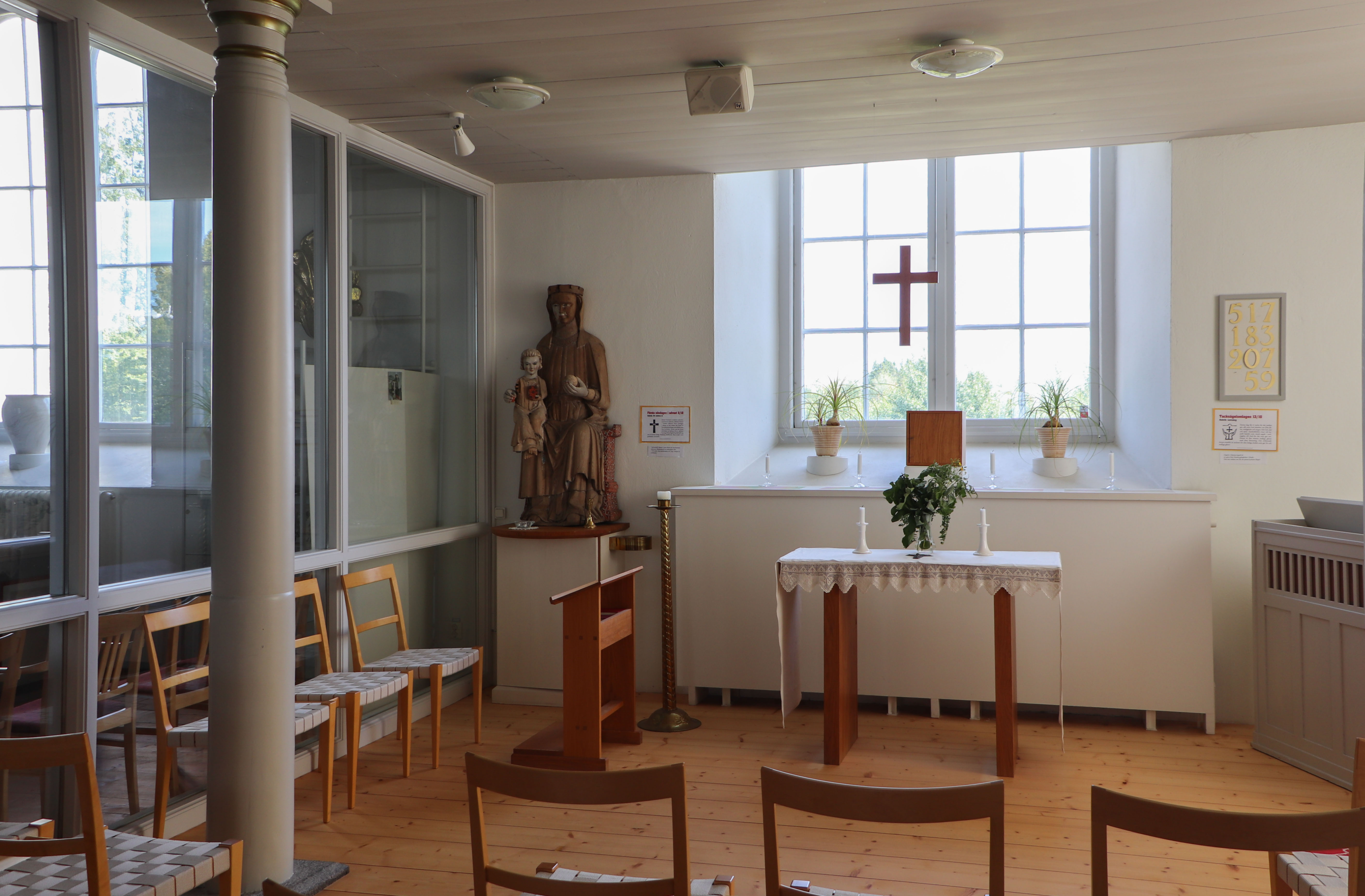
Andaktsrum.
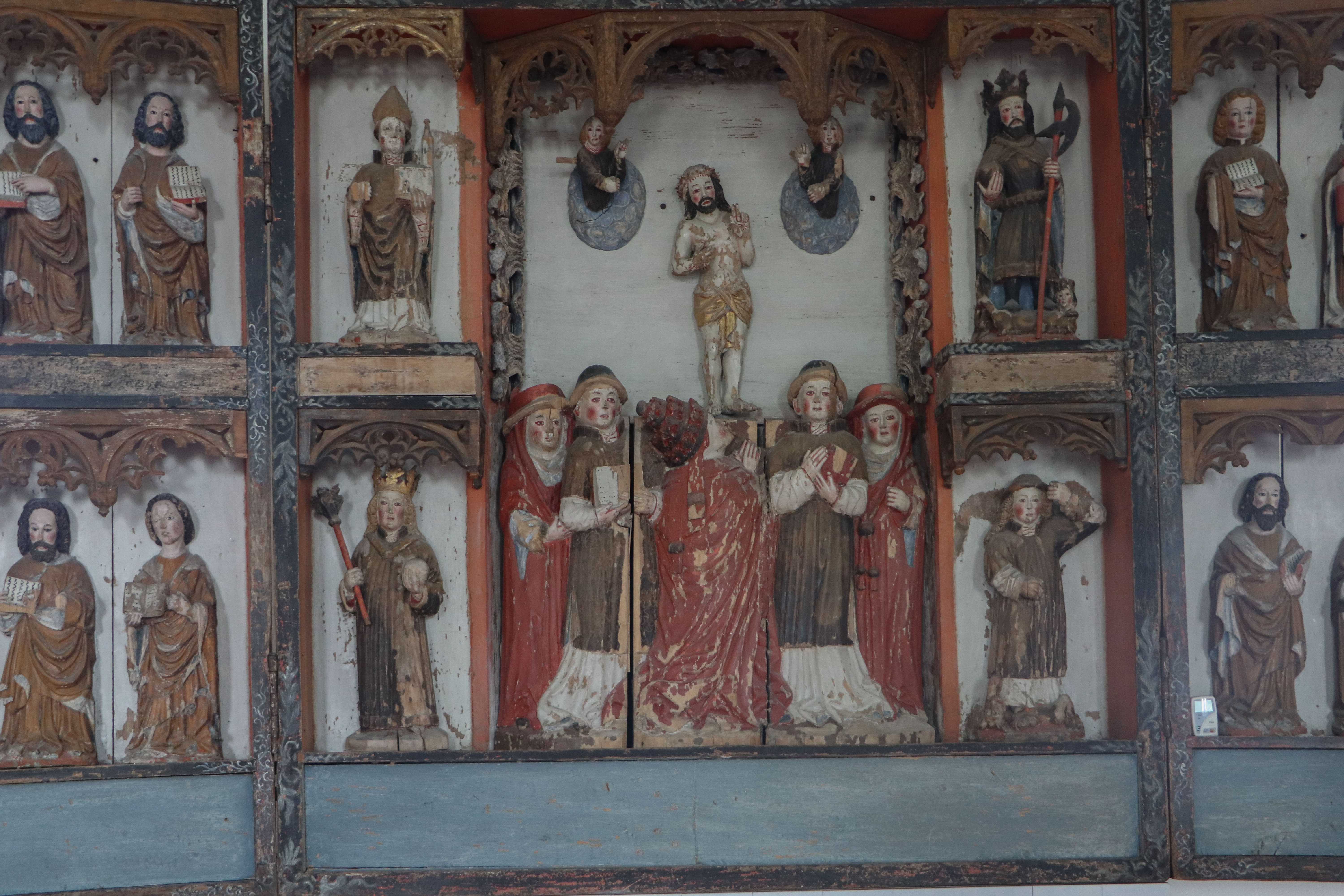
Altarskåp 1500-talet.
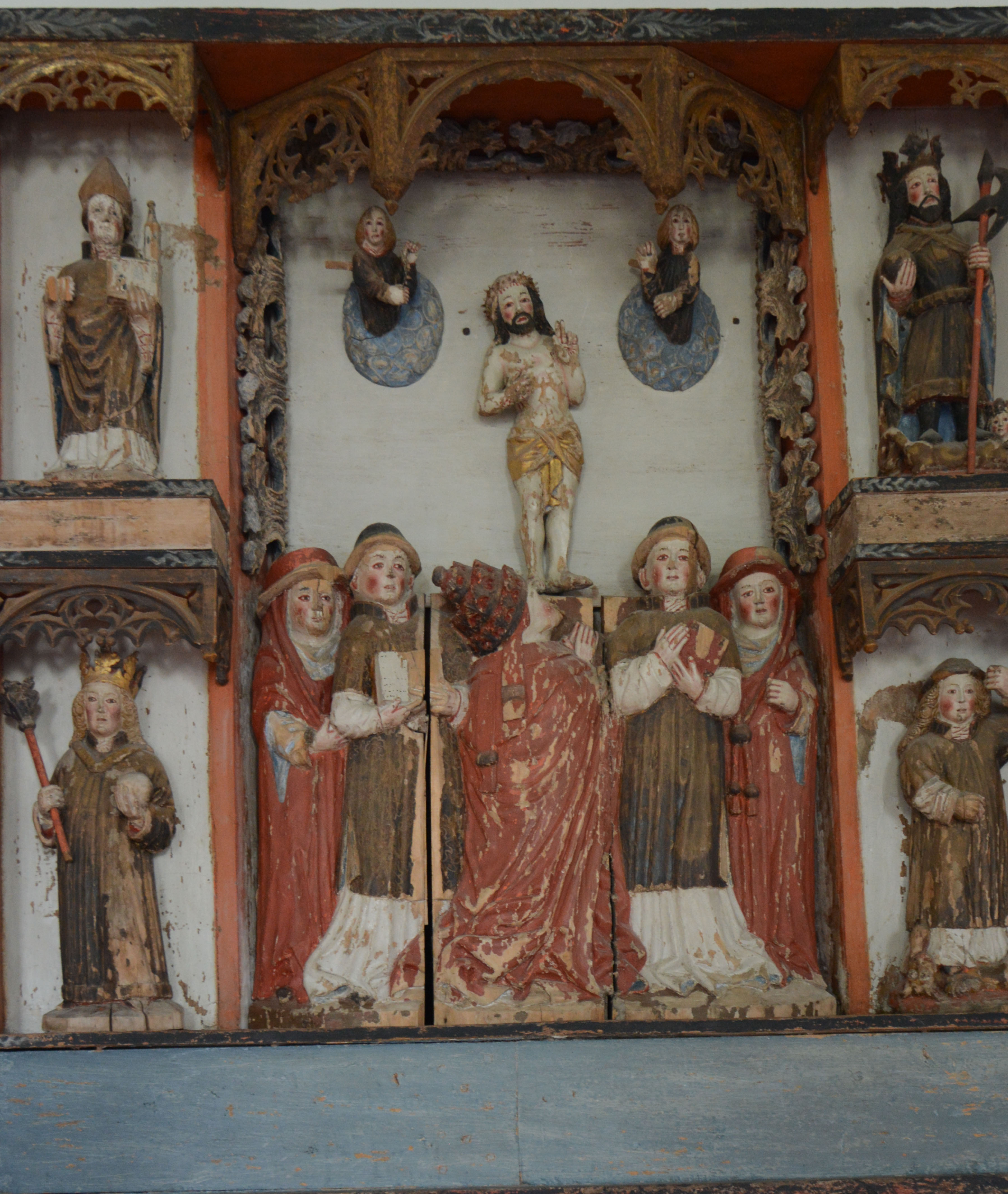
Gregori mässa.
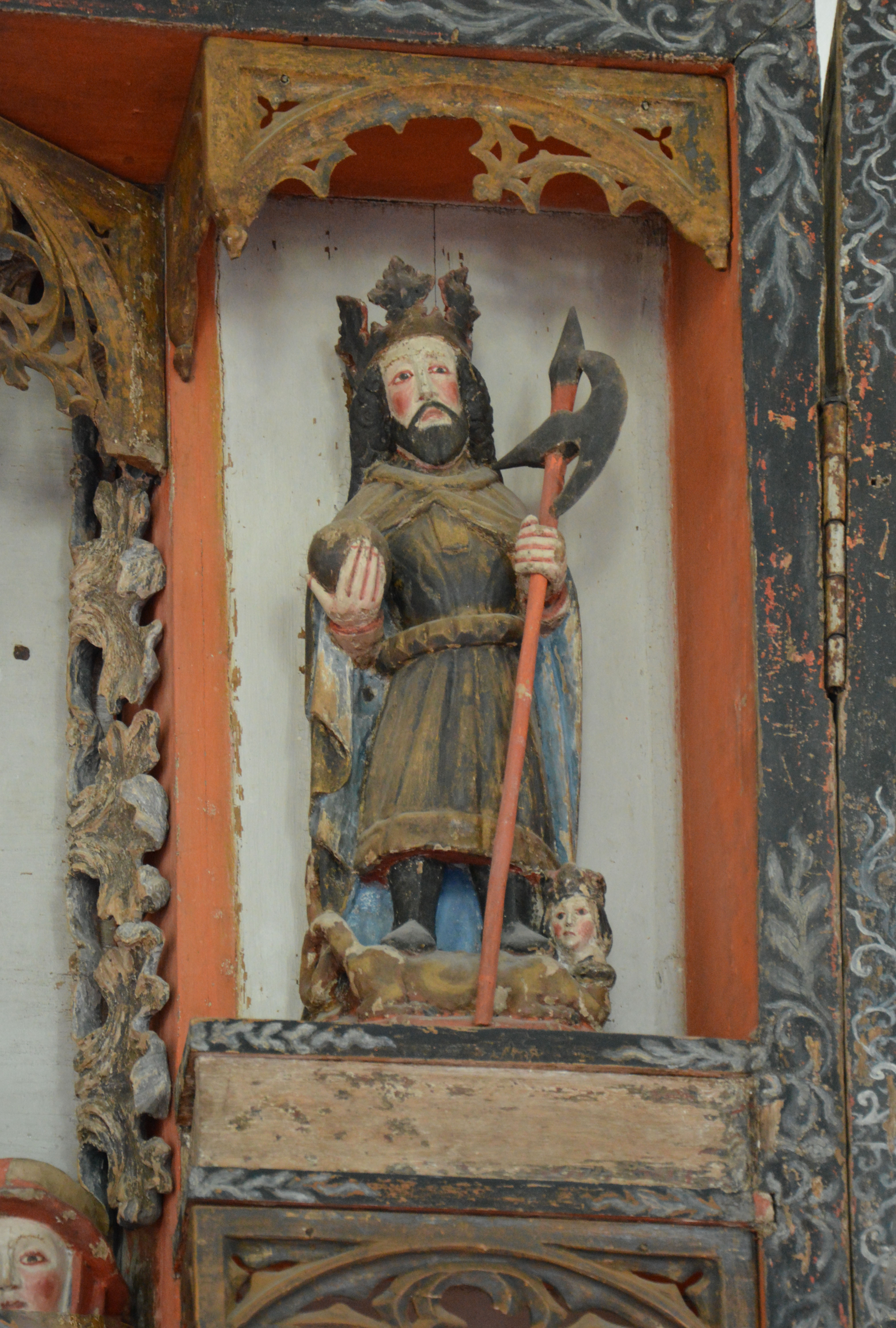
Sankt Olof.

## Orgel

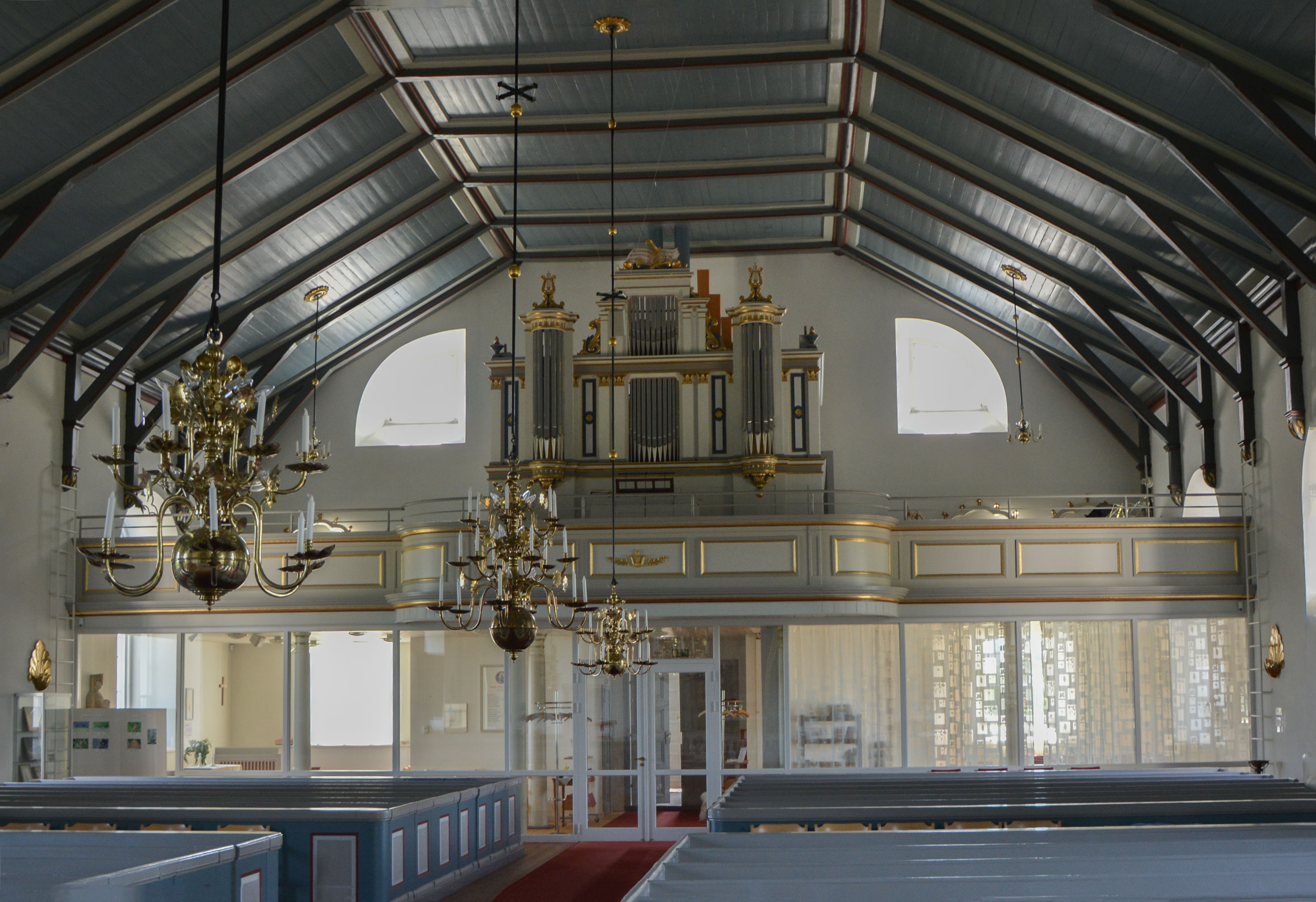
Orgeln

Den nuvarande orgeln byggdes 1881 av Carl Elfström, Ljungby. Den omdisponerades 1967 av J. Künkels Orgelverkstad, Lund. Orgeln är mekanisk.
| Huvudverk I         | Svällverk II      | Pedal         | Koppel |
| Borduna 16'         | Borduna 8'        | Subbas 16'    | I/P    |
| Principal 8'        | Salicional 8'     | Violoncell 8' | II/P   |
| Flûte harmonique 8' | Principal 4'      | Basun 16'     | II/I   |
| Röflöjt 8'          | Flöjt 4'          |               |        |
| Gamba 8'            | Waldflöjt 2'      |               |        |
| Oktava 4'           | Crescendosvällare |               |        |
| Koppelflöjt 4'      |                   |               |        |
| Qvinta 3'           |                   |               |        |
| Oktava 2'           |                   |               |        |
| Mixtur 3-4 chor     |                   |               |        |
| Trumpet 8'          |                   |               |        |

- Renoverad och återställd 2006 av Ålems orgelverkstad.

Disposition:
| Manual               | Öververk/Svällverk | Pedal         | Koppel |
| Principal 16'        | Vox retusa 8'      | Subbas 16'    | I/P    |
| Borduna 16'          | Salicional 8'      | Violoncell 8' | II/I   |
| Gamba 8'             | Bourdon 8'         | Basun 16'     | I 4'/I |
| Principal 8'         | Flöjt 4'           |               |        |
| Fleute Harmonique 8' | Waldflöjt 2'       |               |        |
| Rörflöjt 8'          |                    |               |        |
| Oktava 4'            |                    |               |        |
| Qvinta 3'            |                    |               |        |
| Oktava 2'            |                    |               |        |
| Cornett 4 chor       |                    |               |        |
| Trumpet 8'           |                    |               |        |

## Webbkällor
- Riksantikvarieämbetet, Tolgs kyrka
- Historiska museet: altarskåp
- Historiska museet:
- Ålems orgelverkstad AB